# U-518 (tàu ngầm Đức)
U-518 là một tàu ngầm tấn công  Lớp Type IX thuộc phân lớp Type IXC được Hải quân Đức Quốc Xã chế tạo trong Chiến tranh Thế giới thứ hai. Nhập biên chế năm 1942, nó đã thực hiện được bảy chuyến tuần tra, đánh chìm chín tàu buôn với tổng tải trọng 55.747 GRT, đồng thời gây hư hại cho ba chiếc khác với tổng tải trọng 22.616 GRT. Trong chuyến tuần tra cuối cùng, U-518 bị các tàu hộ tống khu trục USS Carter và USS Neal A. Scott của Hải quân Hoa Kỳ đánh chìm trong Đại Tây Dương về phía Tây Bắc quần đảo Azores vào ngày 22 tháng 4, 1945.

## Thiết kế và chế tạo

### Thiết kế
Thiết kế của tàu ngầm Type IXC có kích thước hơi nhỉnh hơn so với phân lớp Type IXB dẫn trước. Chúng có trọng lượng choán nước 1.120 t (1.100 tấn Anh) khi nổi và 1.232 t (1.213 tấn Anh) khi lặn. Con tàu có chiều dài chung 76,76 m (251 ft 10 in), lớp vỏ trong chịu áp lực dài 58,75 m (192 ft 9 in), mạn tàu rộng 6,76 m (22 ft 2 in), chiều cao 9,60 m (31 ft 6 in) và mớn nước 4,70 m (15 ft 5 in).
Chúng trang bị hai động cơ diesel MAN M 9 V 40/46 siêu tăng áp 9-xy lanh 4 thì, tổng công suất 4.400 PS (3.200 kW; 4.300 bhp), dẫn động hai trục chân vịt đường kính 1,92 m (6,3 ft), cho phép đạt tốc độ tối đa 18,3 kn (33,9 km/h), và tầm hoạt động tối đa 13.450 nmi (24.910 km) khi đi tốc độ đường trường 10 kn (19 km/h). Khi đi ngầm dưới nước, chúng sử dụng hai động cơ/máy phát điện Siemens-Schuckert 2 GU 345/34 tổng công suất 1.000 PS (740 kW; 990 shp). Tốc độ tối đa khi lặn là 7,3 kn (13,5 km/h), và tầm hoạt động 63 nmi (117 km) ở tốc độ 4 kn (7,4 km/h). Con tàu có khả năng lặn sâu đến 230 m (750 ft).
Vũ khí trang bị có sáu ống phóng ngư lôi 53,3 cm (21 in), bao gồm bốn ống trước mũi và hai ống phía đuôi, và mang theo tổng cộng 22 quả ngư lôi 53,3 cm (21 in). Tàu ngầm Type IX trang bị một hải pháo 10,5 cm (4,1 in) SK C/32 với 110 quả đạn, một pháo phòng không 3,7 cm (1,5 in) SK C/30 và hai pháo phòng không 2 cm (0,79 in) C/30. Thủy thủ đoàn bao gồm 4 sĩ quan và 44 thủy thủ.

### Chế tạo
U-518 được đặt hàng vào ngày 14 tháng 2, 1940, và được đặt lườn tại xưởng tàu Deutsche Werft ở Hamburg vào ngày 12 tháng 6, 1941. Nó được hạ thủy vào ngày 11 tháng 2, 1942, và nhập biên chế cùng Hải quân Đức Quốc Xã vào ngày 25 tháng 4, 1942 dưới quyền chỉ huy của Hạm trưởng, Trung tá Hải quân Hans-Günther Brachmann. Ông được Đại úy Hải quân Friedrich-Wilhelm Wissmann thay phiên vào ngày 19 tháng 8, 1942

## Lịch sử hoạt động
Sau khi hoàn tất việc chạy thử máy và huấn luyện trong thành phần Chi hạm đội U-boat 4, U-518 được điều sang Chi hạm đội U-boat 10 từ ngày 1 tháng 10, 1942 để hoạt động trên tuyến đầu. Nó lại được điều sang Chi hạm đội U-boat 33 từ ngày 1 tháng 11, 1944 cho đến khi bị mất.

### 1942

#### Chuyến tuần tra thứ nhất
U-518 xuất phát từ cảng Kiel, Đức vào ngày 26 tháng 9 cho chuyến tuần tra đầu tiên trong chiến tranh. Nó tiến ra Bắc Hải, rồi băng qua khe GI-UK giữa Iceland và quần đảo Faroe để vòng qua quần đảo Anh. Chiếc U-boat tiếp tục băng qua suốt Bắc Đại Tây Dương để hoạt động trong khu vực phụ cận Newfoundland, Canada.
Vào ngày 2 tháng 11, nó phóng ngư lôi tấn công tàu bè đang neo đậu trong vịnh Conception, Newfoundland để gia nhập Đoàn tàu WB-9 đánh chìm chiếc tàu buôn Anh PLM 27 5.633 GRT và tàu buôn Canada Rose Castle 7.803 GRT ở vị trí ngoài khơi đảo Bell. Một tuần sau đó, vào ngày 9 tháng 11, chiếc tàu ngầm cho đổ bộ Werner von Janowski, một điệp viên Đức, lên bờ tại New Carlisle, Quebec. Đến ngày 21 tháng 11, U-518 phóng tổng cộng năm quả ngư lôi tấn công Đoàn tàu ON-145 ở vị trí khoảng 200 nmi (370 km) về phía Đông Nam Sydney, Nova Scotia, đánh chìm được chiếc tàu buôn Anh Empire Sailor 6.140 GRT; đồng thời gây hư hại cho các tàu chở dầu Anh British Promise 8.443 GRT và British Renown 6.997 GRT. Cuối cùng vào ngày 23 tháng 11, chiếc U-boat lại phóng ngư lôi đánh chìm chiếc tàu chở dầu Hoa Kỳ Caddo 10.172 GRT.
U-518 kết thúc chuyến tuần tra khi quay trở về cảng Lorient bên bờ Đại Tây Dương của Pháp đã bị Đức chiếm đóng, đến nơi vào ngày 15 tháng 12.

### 1945

#### Chuyến tuần tra thứ bảy – Bị mất
U-518 khởi hành từ Kristiansand vào ngày 12 tháng 3, 1945 cho chuyến tuần tra thứ bảy, cũng là chuyến cuối cùng, để hoạt động tại khu vực Trung tâm Bắc Đại Tây Dương. Nó bị các tàu hộ tống khu trục USS Carter và USS Neal A. Scott của Hải quân Hoa Kỳ đánh chìm bằng súng cối chống ngầm Hedgehog vào ngày 22 tháng 4 ở vị trí về phía Tây Bắc quần đảo Azores, tại tọa độ 43°26′B 38°23′T / 43,433°B 38,383°T. Toàn bộ 56 thành viên thủy thủ đoàn của U-518 đều đã tử trận.

### "Bầy sói" tham gia
U-518 từng tham gia hai bầy sói:
- Panther (7 – 11 tháng 10, 1942)
- Seewolf (14 – 22 tháng 4, 1945)

### Tóm tắt chiến công
U-518 đã đánh chìm được chín tàu buôn với tổng tải trọng 55.747 GRT, đồng thời gây hư hại cho ba chiếc khác với tổng tải trọng 22.616 GRT:
| Ngày              | Tên tàu          | Quốc tịch      | Tải trọng | Số phận      |
| ----------------- | ---------------- | -------------- | --------- | ------------ |
| 2 tháng 11, 1942  | P.L.M. 27        | Free France    | 5.633     | Bị đánh chìm |
| 2 tháng 11, 1942  | Rose Castle      | Canada         | 7.803     | Bị đánh chìm |
| 21 tháng 11, 1942 | British Promise  | United Kingdom | 8.443     | Bị hư hại    |
| 21 tháng 11, 1942 | British Renown   | United Kingdom | 6.997     | Bị hư hại    |
| 21 tháng 11, 1942 | Empire Sailor    | United Kingdom | 6.140     | Bị đánh chìm |
| 23 tháng 11, 1942 | Caddo            | United States  | 10.172    | Bị đánh chìm |
| 18 tháng 2, 1943  | Brasiloide       | Brazil         | 6.075     | Bị đánh chìm |
| 1 tháng 3, 1943   | Fitz-John Porter | United States  | 7.176     | Bị đánh chìm |
| 20 tháng 3, 1943  | Mariso           | Netherlands    | 7.659     | Bị đánh chìm |
| 25 tháng 3, 1943  | Industria        | Sweden         | 1.688     | Bị đánh chìm |
| 7 tháng 3, 1944   | Valera           | Panama         | 3.401     | Bị đánh chìm |
| 12 tháng 9, 1944  | George Ade       | United States  | 7.176     | Bị hư hại    |